# Glykogen

Schematisk 2-D bild av glykogen.

Glykogen (eller leverstärkelse) är en polysackarid som människan, och de flesta djur, använder för att lagra kolhydrater, ungefär som växter använder stärkelse. Glykogen finns i skelettmuskelceller samt i levern (cirka 10 % av leverns vikt). När kroppen behöver energi kan den spjälka glykogen så att det bildas glukos. Molekylen består av glukosmolekyler som sitter sammanbundna med alfa-1,4-glykosidbindningar. Var tionde till femtonde glukosenhet är dessutom kopplad till en annan sådan sträng genom en alfa-1,6-glykosidbindning.
Av kroppens glykogen finns ungefär 100 g i levern och 400 g i musklerna. Av den glukos som bildas i levern transporteras en stor del till andra delar av kroppen för att hålla blodsockernivån jämn, särskilt till hjärnan som inte själv kan spjälka fett till energi. Det glykogen som bildas i musklerna kan inte gå ut i blodbanan eftersom det har en fosfatgrupp bundet till sig som hindrar detta, därför används det i muskelcellerna vid glukosbrist, som oftast uppkommer vid längre arbetsperioder.

## Syntesen av glykogen
Syntesen av glykogen, som kallas glykogenesen går till på följande sätt:
Glykogen syntetiseras från glukos-6-fosfat. I första steget bildas glukos-1-fosfat i en reversibel reaktion styrd av enzymet fosfoglukomutas. 
I nästa steg bildas UDP-Glukos från glukos-1-fosfat genom enzymet UDP-Glukos-Glukos-1-fosfat-pyrofosforylas. Därvid kopplas en UTP-molekyl till den första kolatomen i glukos-1-fosfat-molekylen, varvid fosfatgrupp avgår.
I ett tredje steg kopplar sig ett protein vid namn glykogenin till UDP-glukos-molekylen och UDP-avgår. Glykogenin har autoglykoselerande aktivitet. Endast 4 UDP-glukos-molekyler kan bindas på detta vis. Med hjälp av enzymet glykogensyntas kan därefter flera UDP-glukosmolekyler slå sig ihop till en lång sträng av glukos, hopfogad med alfa-1,4-bindningar. Ett "branching"-enzym bryter vissa av dessa alfa-1,4-bindningar och fäster resterna med alfa-1,6-bindningar. Detta skapar så kallade förgreningar var 8:e molekyl.

## Nedbrytning av glykogen
Nedbrytning av glykogen till glukos kallas glykogenolys och sker när kroppen är i behov av glukos. De första stegen utförs av enzymerna glykogenfosforylas, som bryter alfa(1-4)-bindningarna. Dock kan detta enzym bryta ner kedjan inte närmare förgreningar än 4 glukosmolekyler. "Debranching"-enzymet, som bryter alfa(1-6)-bindningarna och sätter de 4 molekyler långa grenar på ändan av en annan gren, möjliggör att hela glykogenmolekylen kan brytas ner. Därvid bildas glukos-1-fosfat, som katalyseras av enzymet fosfoglukomutas till glukos-6-fosfat. I musklerna bryts glukos-6-fosfat ner i glykolysen för att bilda ATP. I levern omvandlas glukos-6-fosfat till glukos, som sedan kan transporteras vidare i blodomloppet.
Glykogen som intas spjälkas i mag- och tarmkanalen till enkla sockerarter, främst av enzymet amylas, innan det tas upp.

## Reglering av glykogen
Glykogensyntesen (enzymet glykogensyntas) stimuleras av höga halter insulin. Insulin leder även till att glykogenfosforylas (och därmed glykogennedbrytningen) hämmas. Dessa mekanismer sker genom defosforylering av de glykogenreglerande enzymen i cytosolen. En hög halt av glukos-6-fosfat stimulerar också glykogensyntas.
Glykogenfosforylas hämmas om det finns stora mängder adenosintrifosfat; om energi redan finns tillgänglig behövs ingen nedbrytning av glykogen. Glukagon leder till det motsatta jämfört med insulin, det vill säga en stimulering av glykogenfosforylaset och en inhibering av glykogensyntaset (detta sker genom fosforylering av enzymen).